# Onthophagus doitungensis
Onthophagus doitungensis é uma espécie de inseto do género Onthophagus da família Scarabaeidae da ordem Coleoptera.

## História
Foi descrita cientificamente pela primeira vez no ano de 2002 por Masumoto & Ochi & Hanboonsong.